# Nate Archibald
Nathaniel Archibald, detto Nate (New York, 2 settembre 1948), è un ex cestista e allenatore di pallacanestro statunitense, attivo tra anni settanta e primi anni ottanta. È stato inserito nel Naismith Memorial Basketball Hall of Fame nel 1991.
Playmaker di 185 centimetri, trascorse 14 anni nella NBA, soprattutto con i Sacramento Kings (anche Royals, 6 stagioni) ed i Boston Celtics (5 stagioni).

## Carriera

### College
Archibald, prima di venire selezionato dagli osservatori della National Basketball Association (NBA), giocò tre stagioni NCAA vestendo la maglia del college University of Texas a El Paso. Nonostante le statistiche notevoli (37,3 punti a partita nel 1969, 21,4 nel 1970), fu ingaggiato solo come seconda scelta al secondo turno del draft NBA 1970 dai Cincinnati Royals.

### NBA
Nel 1973 ricevette la prima convocazione per l'NBA All-Star Game, l'evento più prestigioso della stagione cestistica nordamericana; venne inserito nel primo quintetto assoluto della lega, anche a fronte del titolo di miglior realizzatore (34,0 punti a partita) e di miglior assist-man (11,4 a partita). Ancora oggi rimane l'unico cestista NBA ad aver vinto nella medesima stagione la classifica dei punti e degli assist.
Nel 1976 Archibald fu scambiato con i New York Nets, dove divenne immediatamente la stella della formazione, ma dopo essersi infortunato al piede a Gennaio, venne ceduto l'anno seguente ai Buffalo Braves dove non giocò neanche una partita nella stagione 1977-1978 per la rottura del tendine d'achille, e poi ai Boston Celtics, ai quali restò legato fino al 1983, per poi giocare un'ultima stagione con i Milwaukee Bucks.
Ritiratosi all'età di 36 anni, le sue statistiche vita testimoniano una leggenda della pallacanestro NBA, con medie da 18,8 punti, 2,3 rimbalzi, 7,4 assist e 1,1 palloni rubati su un totale di 876 partite.
Inserito nel 1991 nella Basketball Hall of Fame, nel 1996 fu inserito nella prestigiosa lista dei 50 migliori giocatori del cinquantenario della NBA.

## Statistiche
| † | Denota le stagioni in cui ha vinto il titolo |
| * | Primo nella lega                             |

### NBA

#### Regular Season
| Anno       | Squadra           | PG  | PT  | MP    | TC%  | 3P%  | TL%  | RP  | AP    | PRP | SP  | PP    |
| ---------- | ----------------- | --- | --- | ----- | ---- | ---- | ---- | --- | ----- | --- | --- | ----- |
| 1970-1971  | Cincinnati Royals | 82  | -   | 35,0  | 44,4 | -    | 75,7 | 3,0 | 5,5   | -   | -   | 16,0  |
| 1971-1972  | Cincinnati Royals | 76  | -   | 43,1  | 48,6 | -    | 82,2 | 2,9 | 9,2   | -   | -   | 28,2  |
| 1972-1973  | K.C. Kings        | 80  | -   | 46,0* | 48,8 | -    | 84,7 | 2,8 | 11,4* | -   | -   | 34,0* |
| 1973-1974  | K.C. Kings        | 35  | -   | 36,3  | 45,1 | -    | 82,0 | 2,4 | 7,6   | 1,6 | 0,2 | 17,6  |
| 1974-1975  | K.C. Kings        | 82  | -   | 39,6  | 45,6 | -    | 87,2 | 2,7 | 6,8   | 1,5 | 0,1 | 26,5  |
| 1975-1976  | K.C. Kings        | 78  | -   | 40,8  | 45,3 | -    | 80,2 | 2,7 | 7,9   | 1,6 | 0,2 | 24,8  |
| 1976-1977  | N.Y. Nets         | 34  | -   | 37,6  | 44,6 | -    | 78,5 | 2,4 | 7,5   | 1,7 | 0,3 | 20,5  |
| 1978-1979  | Boston Celtics    | 69  | -   | 24,1  | 45,2 | -    | 78,8 | 1,5 | 4,7   | 0,8 | 0,1 | 11,0  |
| 1979-1980  | Boston Celtics    | 80  | 80  | 35,8  | 48,2 | 22,2 | 83,0 | 2,5 | 8,4   | 1,3 | 0,1 | 14,1  |
| 1980-1981† | Boston Celtics    | 80  | 72  | 35,3  | 49,9 | 0,0  | 81,6 | 2,2 | 7,7   | 0,9 | 0,2 | 13,8  |
| 1981-1982  | Boston Celtics    | 68  | 51  | 31,9  | 47,2 | 37,5 | 74,7 | 1,7 | 8,0   | 0,8 | 0,0 | 12,6  |
| 1982-1983  | Boston Celtics    | 66  | 19  | 27,4  | 42,5 | 20,8 | 74,3 | 1,4 | 6,2   | 0,6 | 0,1 | 10,5  |
| 1983-1984  | Milwaukee Bucks   | 46  | 46  | 22,6  | 48,7 | 22,2 | 63,4 | 1,7 | 3,5   | 0,7 | 0,0 | 7,4   |
| Carriera   | Carriera          | 876 | 268 | 35,6  | 46,7 | 22,4 | 81,0 | 2,3 | 7,4   | 1,1 | 0,1 | 18,8  |

#### Playoffs
| Anno     | Squadra        | PG | PT | MP   | TC%  | 3P%  | TL%  | RP  | AP  | PRP | SP  | PP   |
| -------- | -------------- | -- | -- | ---- | ---- | ---- | ---- | --- | --- | --- | --- | ---- |
| 1975     | K.C. Kings     | 6  | -  | 40,3 | 36,4 | -    | 81,4 | 1,8 | 5,3 | 0,7 | 0,0 | 20,2 |
| 1980     | Boston Celtics | 9  | -  | 36,9 | 50,6 | 50,0 | 88,1 | 1,2 | 7,9 | 1,1 | 0,0 | 14,2 |
| 1981†    | Boston Celtics | 17 | -  | 37,1 | 45,0 | 0,0  | 80,9 | 1,6 | 6,3 | 0,8 | 0,0 | 15,6 |
| 1982     | Boston Celtics | 8  | -  | 34,6 | 42,9 | 0,0  | 89,3 | 2,1 | 6,5 | 0,6 | 0,3 | 10,6 |
| 1983     | Boston Celtics | 7  | -  | 23,0 | 32,4 | 16,7 | 75,9 | 1,4 | 6,3 | 0,3 | 0,0 | 9,6  |
| Carriera | Carriera       | 47 | -  | 34,9 | 42,3 | 11,8 | 82,6 | 1,6 | 6,5 | 0,7 | 0,0 | 14,2 |

### Massimi in carriera
- Massimo di punti: 55 vs Portland Trail Blazers (23 febbraio 1972)[1]
- Massimo di rimbalzi: 4 (2 volte)
- Massimo di assist: 18 vs Seattle SuperSonics (16 febbraio 1983)
- Massimo di stoppate: 1 vs Philadelphia 76ers (17 aprile 1983)
- Massimo di minuti giocati: 50 vs Philadelphia 76ers (6 novembre 1982)

## Palmarès

### Club
- Campionato NBA: 1

Boston Celtics: 1981

### Individuale
- All-NBA Team: 5

First Team: 1972-73, 1974-75, 1975-76
Second Team: 1971-72, 1980-81
- NBA All-Star Game: 6

1973, 1975, 1976, 1980, 1981, 1982
- NBA All-Star Game MVP: 1

1981
- Trentesimo per numero di assist di sempre NBA
- Inserito nel NBA 75th Anniversary Team